# Gluster
Gluster Inc. foi uma empresa de software que forneceu uma plataforma de código aberto para a escalabilidade do armazenamento em nuvem público e privado. A empresa foi financiada e sediada em Sunnyvale, com um centro de engenharia em Bangalore, na Índia. A Gluster foi financiada pela Nexus Venture Partners e Index Ventures, tendo sido adquirida pelo Red Hat em 7 de outubro de 2011.

## GlusterFS
GlusterFS é um sistema de arquivos distribuído e descentralizado, criado recentemente e ainda em desenvolvimento pela empresa Z Research. Trata-se de um sistema cujo principal objetivo é a escalabilidade, sendo que para isso seus projetistas utilizaram conceitos da computação de alto desempenho, como a agregação. Este sistema pode executar sobre diversos sistemas operacionais, como Linux, FreeBSD, OpenSolaris e Mac OS X.
Basicamente, GlusterFS agrega múltiplas unidades de armazenamento remotas em um único volume. As unidades de armazenamento, chamadas bricks, são distribuídas pela rede em um único sistema de arquivos paralelo, permitindo uma escalabilidade de milhares de bricks e vários petabytes de armazenamento. Os clientes, que também podem ser simultaneamente servidores de dados, montam os diretórios compartilhados pelos servidores, tendo assim acesso a uma parte ou a todo o conteúdo compartilhado.
A maior parte das funcionalidades no GlusterFS são implementadas através de tradutores, que são objetos binários compartilhados, carregados em tempo de execução. Esses objetos possuem interfaces de comunicação estritamente definidas, de modo que os mesmos podem ser carregados tanto pelos clientes como pelos servidores. O conceito de tradutores foi herdado do sistema operacional GNU Hurd. Novos tradutores podem ser escritos através de um interface definida pelo GlusterFS. Toda a implementação do sistema é feita no espaço de usuário do sistema operacional, através do módulo Fuse (Filesystem in Userspace). Isso proporciona maior flexibilidade ao administrador, que não precisa ter privilégios especiais para carregar o sistema. Porém, o desempenho pode ser afetado, uma vez que se faz necessário um elevado número de cópias da memória do espaço de usuário para o espaço do núcleo do sistema operacional.